# Hans Vogts

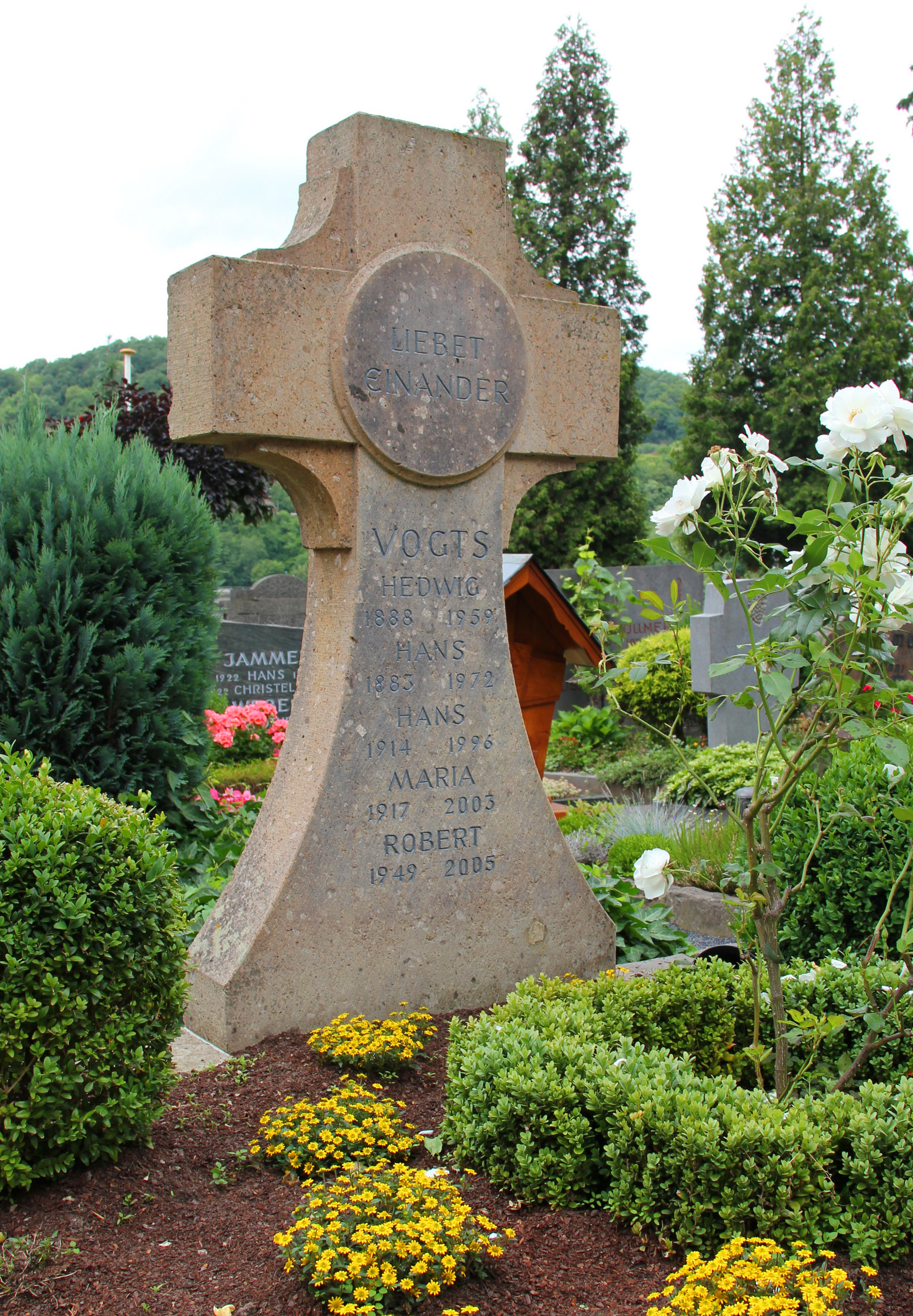
Familiengrab Vogts auf dem katholischen Friedhof an St. Pantaleon in Unkel am Rhein

Hans Vogts (* 25. Juni 1883 in Berlin; † 7. März 1972 in Scheuren) war ein deutscher Architekt und Denkmalpfleger; er wirkte von 1933 bis 1948 als Konservator der Stadt Köln.

## Lebensweg

### Herkunft und Ausbildung
Die Familie Vogts hatte ihre Wurzeln am Niederrhein; wahrscheinlich entstammten Eltern und Vorfahren, unter denen Handwerker, Kaufleute, aber auch Architekten waren, der Region Kempen. Der in Berlin geborene Hans Vogts wuchs jedoch in Köln auf, wo seine Eltern ansässig geworden waren. Hier besuchte Vogts das Gymnasium Tricoronatum auf der Marzellenstraße und soll dort schon als junger Schüler ein starkes Interesse an Geschichte und Genealogie gezeigt haben. In der Folge studierte Vogts Architektur an der Technischen Hochschule Aachen, der Technischen Hochschule München, der Technischen Hochschule Stuttgart und der Technischen Hochschule Darmstadt. An letzterer wurde Vogts im Jahr 1909 mit einer Dissertation über „Das Mainzer Wohnhaus im 18. Jahrhundert“ promoviert.
Die schon in seiner Dissertation anklingenden Neigung, nicht nur die bloße Architektur eines regional typischen Bauwerks akribisch zu erfassen, sondern auch die zu einem Objekt gehörenden Bewohner und deren Lebensumstände zu erforschen und zu beschreiben, bestimmte auch seine späteren Arbeitsschwerpunkte.

### Beruflicher Werdegang

#### Staatsdienst

Empfangsgebäude des Bahnhofs Landesdenkmal um 1910

Zunächst nahm Vogts seine historischen Interessen nur nebenamtlich war. Er begann ein Referendariat als Regierungsbauführer in der staatlichen preußischen Bauverwaltung und wurde 1910 nach bestandenem 2. Staatsexamen zum Regierungsbaumeister (Assessor) ernannt. Zu Anfang war Vogts bei der Reichsbahndirektion Mainz tätig, wo unter seiner Mitwirkung der Bahnhof Landesdenkmal in Biebrich errichtet wurde. Wenig später wurde Vogts nach Posen versetzt, von wo aus er in Wirsitz an der Errichtung öffentlicher Bauten mitarbeitete. Im Verlauf dieser Aufgabe quittierte Vogts den Dienst als preußischer Staatsbeamter und kehrte in das Rheinland zurück.

#### Baumeister an der Mosel
1913 übernahm Vogts in Zell an der Mosel die Stelle eines Kreisbaumeisters und bemühte sich während dieser Zeit, die ihm unterstehenden Neubauprojekte in der Art zu beeinflussen, dass der in dieser Region bodenständige Fachwerkstil nach Möglichkeit fortgeführt oder angeglichen wurde. Im Rahmen seiner dienstlichen Aufgaben begann er auch mit der Inventarisation der Kunstdenkmäler der Kreise Bernkastel und Zell, die er im Auftrag des damaligen Provinzialkonservators Paul Clemen vornahm. Dennoch fand er Zeit für historische Forschungen, die sich mehr und mehr auf die Wohnhausarchitektur des Rheinlandes konzentrierten.

#### Dienst und private Forschung
So wie schon bei seiner Studie zum „Mainzer Wohnhaus“, zu der er intensive Recherche in den Mainzer Bau- und Zunftakten des dortigen Archivs betrieben hatte, pendelte er zwischen seiner Dienststelle in Zell und dem städtischen Archiv in Köln, um unter Einbeziehung der dortigen Archivalien ein Werk über „Das Kölner Wohnhaus“ zu erarbeiten. Dies gelang ihm in zeitaufwändiger Arbeit. Das Werk konnte noch kurz vor dem Beginn des Ersten Weltkrieges vollendet werden.
Vogts exakte Auswertungen des Materials des damals noch reichhaltigen Bestandes an alten Kölner Bürgerhäusern, gepaart mit seinem Fachwissen als Architekt, fand in Fachkreisen Beachtung und Anerkennung. Zu der Kölner Arbeit war er durch einen Briefwechsel mit Clemen ermuntert worden, der schon durch die Dissertation zum Mainzer Wohnhaus auf Vogts aufmerksam geworden war. Clemen schrieb später in diesem Zusammenhang: „Es wäre zu wünschen, dass eine ähnlich gründliche Übersicht mit gleicher Beherrschung des Materials von den Kölner Häusern gegeben wird …“
Es war der Beginn einer langen Zusammenarbeit, die bis zu Clemens Tod im Jahr 1947 andauern sollte.

#### Forschung während des Ersten Weltkriegs
Vogts wurde während des Ersten Weltkriegs für den Straßenbau in Belgien eingesetzt. Dort nutzte er verbleibende Zeit zur Recherche hinsichtlich der Eigenarten historischer flandrischer Wohnhäuser. Die Ergebnisse dieser Arbeit konnte Vogts in eine neue Publikation von Paul Clemen über die „Belgischen Kunstdenkmäler“ einbringen, da er mittlerweile als Spezialist für die bürgerliche Wohnkultur galt.

### Neuer Aufgabenbereiche in Köln
Im Jahr 1925 verließ Vogts seinen Aufgabenbereich an der Mosel und folgte einer Berufung an das von Hans Verbeek geleitete Denkmalamt der Stadt Köln. Hier war Vogts in seinem Element und konnte fortan das für ihn Angenehme (die Forschung) mit dem Nützlichen (Dienst) verbinden. Mit der zu Beginn seiner Tätigkeit stattfindende Jahrtausend-Ausstellung, die in Köln aus Anlass der tausendjährigen Zugehörigkeit des Rheinlandes zum Reich veranstaltet wurde, betraute er die Abteilung für Wohnkultur.
Verbeek erarbeitete in seiner Amtszeit ein erstes Denkmälerverzeichnis der Stadt und hatte hierfür in Vogts mit seinen diesbezüglichen Erfahrungen einen geeigneten Mitarbeiter gefunden. Wie schon an der Mosel, so engagierte sich Vogts nun auch in Köln für den Erhalt alter Bauwerke und unterstützte Verbeek in dessen Konzept zur Sanierung der Altstadt. In dieser Zeit folgten auch weitere Veröffentlichungen Vogts, so sein Band zum „Bürgerhaus der Rheinprovinz“ (1929), sowie seine Arbeit über die profanen Denkmäler der Stadt Köln, ein von der Fachwelt als schriftstellerische Meisterleistung bezeichnetes Werk, das von Clemen ein Jahr später herausgegeben wurde. Darüber hinaus verlief die Zusammenarbeit im Amt harmonisch und im Jahr 1933 trat Vogts die Nachfolge Verbeeks als Leiter des Amtes an. In diese Zeit fiel die Fortführung der durch Verbeek begonnenen Sanierungsarbeiten des heute als „Martinsviertel“ bekannten Kerns der Kölner Altstadt, aber auch die des Rathauses.
Im Jahr 1936 wurde Vogts in mehrfacher Hinsicht Nachfolger des ehemaligen Stadtkonservators Friedrich Carl Heimann, indem er auch Vorsitzender des Kölnischen Geschichtsvereins wurde, eine Aufgabe, die er für lange Jahre übernahm.

#### Politik und Amt
Wie in der fachbezogenen Literatur betont wird, gab es für den Amtswechsel im Jahr 1933 keinen politischen Hintergrund, vielmehr wurde darauf verwiesen, dass Themenbereiche, Vorhaben und Arbeitsweisen Verbeeks mit denen seines Nachfolgers Vogts eine völlige Kontinuität aufwiesen.
Obwohl Vogts nicht in die NSDAP eintrat, konnte er das Amt als Konservator der Stadt weiterführen. Er hatte im Ersten Weltkrieg gedient und war bei Kriegsausbruch 1939 bereits 56 Jahre alt, sodass er für einen Einsatz als Soldat nicht mehr in Frage kam. Er blieb unbehelligt und wurde sogar im Jahr 1942 Honorarprofessor an der Universität zu Köln. Wie die städtische Archivleitung gehörte auch Vogts zu denjenigen, die sich um die Rettung von Archivalien sowie der beweglichen kunsthistorischen Güter der Stadt verdient gemacht haben. Hans Vogts wurde 1948 krankheitshalber in den Ruhestand versetzt und sein Amt bis 1953 kommissarisch durch seine Nachfolgerin Hanna Adenauer ausgeübt.

## Ruhestand und Lebensabend
1948 erreichte Hans Vogts die für den Ruhestand vorgesehene Altersgrenze, die für ihn jedoch nicht das Ende seiner Aktivitäten in Forschung und Publikationstätigkeit bedeutete. 1950 erschien seine Arbeit „Köln im Spiegel seiner Kunst“, in der er aufgrund seines Insider- und Fachwissens ein Résumé zog, in dem er das „speziell Kölnische“ mit der europäischen Kunst- und Kulturentwicklung verglich. Auch im denkmalpflegerischen Bereich blieb Vogts äußerst aktiv.
Auch als Pensionär engagierte er sich und stellte seine geistigen, technischen und künstlerischen Fähigkeiten in den Dienst seiner Vaterstadt, um so zu ihrem Wiederaufbau beizutragen, bei dem Erhalt und Restaurierung seine Hauptanliegen waren. Kurz nach seiner Pensionierung wurde der Ruheständler 1950 in die Deutsche Akademie für Städtebau und Landesplanung berufen.
In Köln galt neben seinem Einsatz für die noch verbliebenen Reste antiker und mittelalterlicher Bausubstanz, sein Engagement in besonderem Maße (wie schon in der Vorkriegszeit) der nun in großen Bereichen zerstörten Altstadt. Aber auch sakralen Bauwerken, wie beispielsweise der Kirche St. Aposteln galt seine Fürsorge. Für ihren Wiederaufbau setzte er sich 1953 ein, da er sich mit den ersten Nachkriegsrestaurierungen nie hatte anfreunden können. Nach seiner Ansicht war deren äußeres, ursprünglich spätstaufisches Erscheinungsbild verloren gegangen.
Vogts gelang es jedoch nicht, in allen Belangen des städtischen Wiederaufbaus seinen Einfluss geltend zu machen. So konnte er nicht verhindern, dass wertvolle historische Bausubstanz durch den Durchbruch der Zu- und Abfahrten der neuen Rheinbrücke verloren ging. Sein Wunsch war, die Vorkriegsplanung eines Nord-Süd-Durchbruchs wäre nicht erneut aufgegriffen worden. Er hätte eine Brückenverbindung in der Weiterführung des Ubierringes bevorzugt. Vogts, der ein Leben lang für den Erhalt alter Bauwerke überall eingetreten war, konnte die spätere Schneise der Nord-Süd-Fahrt durch das Severinsviertel, die Innenstadt und durch das ebenso alte Viertel am Eigelstein nicht verhindern.

### Lebensende in Unkel am Rhein
Hans Vogts zog sich aus der Großstadt Köln zurück und wählte als neues Domizil die Kleinstadt Unkel am Rhein, in der einer seiner Vorfahren, der Kaufmann und Hofkammerrat Franz Vogts, zur kurkölnischen Zeit wohnhaft geworden war. In dieser aus einer Fülle an alten Fachwerkgebäuden bestehenden Ortschaft, die bis heute ihren dörflichen Charakter erhalten hat, verlebte Vogts mit seiner Familie seine letzten Jahre. Er fasste sein 50 Jahre zuvor erschienenes Werk „Das Kölner Wohnhaus“ völlig neu, wobei er sich, bedingt durch die Kriegszerstörungen, nun verstärkt auf die Archivbestände konzentrierte. So gelang im, durch diese Überlieferungen eine umfassende Rekonstruktion der alten Bau- und Wohnverhältnisse seiner Vaterstadt zu verfassen, die er dann 1965 veröffentlichte. Dieses Spätwerk ist auch dadurch in großer Anzahl erhalten, da es durch den Rheinischen Verein für Denkmalpflege und Landschaftsschutz 1966 als Jahresgabe an die Mitglieder gegeben wurde.
Auch in Unkel setzte sich der Neubürger Vogts für die Bewahrung des kulturellen Erbes ein. Seine Autorität war so groß, dass es ihm ohne amtliche Beauftragung oft gelang, viele vom Abbruch bedrohte historisch wertvollen Bauwerke in Unkel und seiner Umgebung durch seine bei den politisch Verantwortlichen vorgebrachten begründeten Interventionen zu retten.
Kurz vor seinem Tod vollendete Vogts noch eine Arbeit über das „Kempener Wohnhaus“ und befasste sich bei dieser Arbeit indirekt mit dem Ursprung seiner Familie. Eine Veröffentlichung dieses Werkes erlebte er jedoch nicht mehr. Hans Vogts starb im Alter von 89 Jahren in Unkel-Scheuren und wurde auf dem alten katholischen Friedhof der Pfarrkirche St. Pantaleon beigesetzt.

### Ehrung
Hans Vogts wurde das Bundesverdienstkreuz Erster Klasse verliehen.

## Schriften (Auswahl)
Siehe Verzeichnis der Schriften von Hans Vogts. In: Jahrbuch des Kölnischen Geschichtsvereins, Band 33, 1958, S. 243 ff.
- Das Kölner Wohnhaus. Köln 1913/1914.
- Flandrische Edelsitze. In: Zeitschrift für Bauwesen. Nr. 1, 1919, Sp. 1–26 (zlb.de – Anfang). Flandrische Edelsitze. In: Zeitschrift für Bauwesen. Nr. 4, 1919, Sp. 193–212 (zlb.de – Schluss).
- Das Bürgerhaus in der Rheinprovinz. 1929.
- Die profanen Denkmäler der Stadt Köln. L. Schwann, Düsseldorf 1930.
- Die Kunstdenkmäler des Kreises Bernkastel. L. Schwann, Düsseldorf 1935 (= Die Kunstdenkmäler der Rheinprovinz, Band 15, 1).
- Die Kunstdenkmäler der Stadt Köln. L. Schwann, Düsseldorf 1937.
- Köln im Spiegel seiner Kunst. Köln 1950.
- Das Kölner Wohnhaus bis zum Anfang des 19. Jahrhunderts. 2 Bände. Köln 1966 (Erweiterte Neuauflage der Arbeit von 1914).